# 二里村
二里村（にりむら）は、佐賀県西松浦郡にあった村。現在の伊万里市の一部にあたる。

## 地理
- 海洋：伊万里湾[3]
- 河川：有田川、伊万里川[3]
- 山岳：腰岳、国見山、烏帽子岳[4]

## 歴史
- 1889年（明治22年）4月1日、町村制の施行により、西松浦郡大里村、中里村、八谷搦が合併して村制施行し、二里村が発足[1][2]。旧村名を継承した大里、中里、八谷搦の3大字を編成[2]。
- 1913年（大正2年）株式会社九州家畜市場設立[5]
- 1954年（昭和29年）4月1日、西松浦郡伊万里町、黒川村、波多津村、南波多村、大川村、松浦村、二里村、東山代村、山代町と合併し、市制施行し伊万里市を新設して廃止された[1][2]。合併後、伊万里市大字大里・中里・八谷搦となる[2]。

## 産業
- 農業、畜産[5]

### 炭鉱
- 国見炭鉱（1940年 - 1968年）[2]

## 教育
- 二里小学校[5]